# Tom Devriendt
Tom Devriendt, nascido a 29 de outubro de 1991 em Veurne (Flandres Ocidental), é um ciclista belga que milita nas fileiras do conjunto Circus-Wanty Gobert.

## Palmarés
2014
- 1 etapa do Nature Valley Grand Prix

2017
- Circuito de Houtland

2019
- 1 etapa da Volta à Áustria[1]

## Equipas
- Team 3M (2014)
- Wanty-Groupe Gobert (2015-2020)
  - Wanty-Groupe Gobert (2015-2018)
  - Wanty-Gobert Cycling Team (2019)
  - Circus-Wanty Gobert (2020)